# Мови «Зоряних війн»

Алфавіт Ауребеш, що використовується в основній галактичній мові

Персонажі всесвіту «Зоряних війн», що створений Джорджем Лукасом, розмовляють на вигаданих неприродних мовах. Мовою лінгва франка у франшизі є Основна галактична мова. Ця мова є найпоширенішою в галактиці. Багато істот розмовляють щонайменше двома мовами, крім рідної, але через велику кількість мов багато з них не розуміють один одного. С-3РО — це робот-перекладач, який вільно володіє шістьма мільйонами способів комунікації і часто виступає посередником між тими, хто не розуміє один одного.
Мови деяких вигаданих всесвітів володіють високою деталізацією, граматичними правилами і великим словником, наприклад, ельфійська мова Толкіна або клінгонська мова із «Зоряного шляху». Вигадані мови «Зоряних воєн», на відміну від них, систематично не опрацьовані. Завивання вукі і бікання дроїдів в основному передають глядачам емоції через інтонацію, а хатська мова — в основному суміш зі слів, узятих з різних земних мов.
Інші мови складаються з довгих ланцюжків слів реальних людських мов, малознайомих більшості глядачів. Наприклад, в «Новій надії» мова, якою розмовляє Грідо з Ханом Соло (в буфеті), насправді є спрощеною версією кечуа — мови індіанців Південної Америки. У «Поверненні джедая» Ніен Нунб, другий пілот Лендо Калріссіана, розмовляє реальною мовою хайя із Танзанії. Також мова евоків заснована на тибетській мові, хоча в промові евоків зустрічаються і англійські слова. У серії «Примарна загроза» можна почути фінську мову. Після першого кола гоночних змагань Уотт вигукує, звертаючись до Себульби: «Kiitos!» («Спасибі!» на фінській), а Себульба відповідає: «Ole hyvä!» («Завжди будь ласка!» на фінській).
Але попри ці невідповідності існує довідник по найпоширеніших, на кшталт хатської і бокке, мовах «Зоряних воєн»: «Galactic Phrase Book and Travel Guide» («Галактичний розмовник і путівник»), в якому зібрана велика частина відомостей, почерпнутих з книг і фільмів, що належать фантастичному всесвіту. Також в книзі розглянуті мови дроїдів, евокська, гунганська, джавська, неймодіанська, ширіівук, суллустіанська і таскенська.

## Мови

### Основна галактична
Основна галактична мова, також відома як стандартна галактична — штучна мова, створена на основі мов кількох рас Галактичної Республіки: людей, дуросів і ботанів. Це загальна мова Галактики, і практично всі люди говорять на ній замість своєї історичної мови. Деякі істоти не здатні говорити цією мовою (включаючи вукі) через особливості будови голосового апарату. Основна галактична стандартна використовує писемність ауребеш.

### Двійкова мова дроїдів
Мова гудків, трелей і свисту, якою розмовляють, в основному, астромеханічні дроїди. Відомо, що існують пристрої, здатні переводити з двійкової мови на основну галактичну. Органічні істоти, які проводять багато часу з дроїдами, часто починають розуміти її на базовому рівні.

### Бокке
Розроблена торговим флотом. Вона поєднує в собі безліч мов, щоб забезпечити організацію торгівлі та комунікацію між різними видами. Вперше створена торговим флотом Баобаба, щоб дозволити спілкуватися пілотам, екіпажеві та обслуговчому персоналу зорелітів різних видів. Досвідчені пілоти зазвичай знають кілька фраз на бокке.

### Гаттська
Мова гаттів — одна з найпопулярніших мов у кримінальному середовищі. Нею розмовляють багато рас, особливо у Просторі Гаттамі. Завдяки гаттським торговцями і злочинцям гаттська мова — друга за поширеністю мова після основної галактичної стандартної. Нею розмовляють як люди, так і не-люди.

### Евокська
Мова, якою розмовляють евоки. Робот C-3PO вважає її примітивною мовою. Евокська мова не має письмової форми.

### Шірівук (вукіспік)
Головна мова вукі. Вона вважається найбільш емоційною з мов вукі. Її розуміють ті, хто розмовляє на основній галактичній, але неносії мови майже не здатні артикулювати звуки. Для сторонніх вукіспік зазвичай звучить як прості тваринні звуки — гавкіт, виття, гарчання і виття. Назва мови шірівук перекладається як «мова деревних людей».

### Джавайська мова
Рідна мова джавайських видів з планети Татуїн. В основному складається з безглуздих складів, підтримується запахами, виробленими феромонами, які дозволяють її зрозуміти. Спрощена форма — торгова джавайська, існує для спілкування з людьми і багатьма іншими видами. Торгову джавайську можуть легко вивчити люди.

### Мова ситхів
Рідна мова народів планет Зіоста і Коррібан. Фонетична палітра мови ситхів складається з 23 звуків. Прийнята як містична мова Кодексу Ситхів після того, як темний Джедай-Вигнанець поневолив ситхів. Залишалася в користуванні до постімперіального періоду. Мова ситхів спочатку мала складне ієрогліфічне письмо, яке потім розвинулося в звичайну писемність (для повсякденного використання) і благородну писемність (для церковного використання).

### Інші мови

Букви і цифри мандалоріанського алфавіту

- Вища галактична мова — особлива престижна мова, найчастіше використовувався вищими імперськими чиновниками.
- Висока галактична мова відповідає земній латині. Мова аристократів.
- Дош — мова трандошан, раси з планети Трандоша.
- Дуроська мова є популярною серед космічних мандрівників завдяки високому відсотку дуросів серед них і не дивлячись на більше поширення основної мови.
- Мандо'а — традиційна мова мандалорців.
- Оліс кореллізі (давньокорелліанська) — мова перших поселенців Кореллії, що вийшла з ужитку приблизно у 4000 році ДБЯ.
- Родіанська — рідна мова родіанців, популярна завдяки високому відсотку родіанців серед космічних мандрівників.
- Хейпська. На хейпській розмовляють жителі скупчення Хейпс.
- Чеун — мова чіссів, домінуючої сили у Невідомих Регіонах.
- Юужан-вонгська мова прийшла з іншої галактики Юужан-Вонг. Гортанна мова і має відмінну від основної мови граматичну структуру, але в іншому досить проста для вивчення.

## Спілкування дроїдів та комп'ютерів
Дроїди і комп'ютери використовують або звичайну мову, якою розмовляє їхній господар, часто основну галактичну, або спеціальні машинні мови. Протокольні дроїди, наприклад C-3ПО, відмінно володіють більш ніж шістьма мільйонами форм комунікації і часто працюють перекладачами. Дроїди-астромеханіки, як Р2-Д2, здатні розуміти команди на основній і, можливо, на інших мовах, але спілкуватися можуть тільки за допомогою високоінформативного бікання і свистків; проте є пристрої, здатні перевести цей набір звуків на основну мову (наприклад, дисплей в кабіні винищувача використовується для спілкування пілота з дроїдом). Простіші дроїди спілкуються тільки за допомогою звуків, що позначають «так» або «ні» або інші найпростіші відповіді.